# Rimessa in coerenza nelle basi idrofoniche

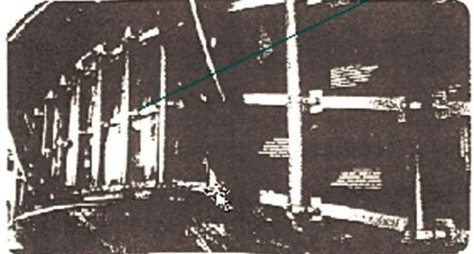
Porzione di base idrofonica su sottomarino

La rimessa in coerenza nelle basi idrofoniche  consente la formazione delle caratteristiche di direttività  delle basi stesse.
La caratteristica di direttività di un sistema acustico indica come varia la sensibilità
di ricezione con il variare della direzione di provenienza dell'onda sonora; se la sensibilità è la massima possibile in una direzione e diminuisce molto rapidamente con il variare di essa si dice che la base ricevente ha una buona direttività, cioè presenta una direzione preferenziale d'ascolto. 
La direttività di un gruppo di sensori,  ottenuta sommando i contributi
di tensione generati dai singoli idrofoni, opportunamente rimesse in coerenza, è governata da leggi matematiche che consentono di calcolare l'andamento della loro somma in funzione di diverse variabili quali:
- le dimensioni
- la frequenza
- la larghezza della banda delle frequenze
- l'angolo di provenienza dell'onda acustica rispetto all'asse geometrico della base
- il numero dei sensori che la costituiscono

## Rimessa in coerenza di cortina a quattro sensori

### Calcolo del tempo base to

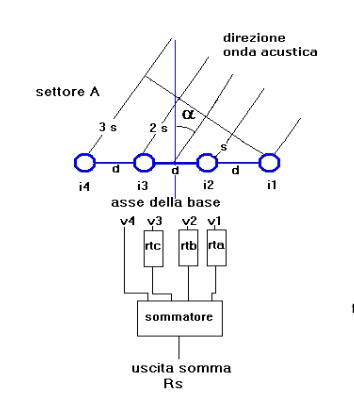
Schema a blocchi di funzione di rimessa in coerenza

I calcoli interessano una cortina a soli 4 idrofoni al fine di non rendere troppo complicato il processo matematico necessario al caso; ciò non toglie che lo stesso
percorso concettuale possa essere applicato a cortine con un numero qualsivoglia di sensori.
Per semplificare ulteriormente il processo di calcolo si ritiene il fronte d'onda acustico generato da una sorgente ad un'unica frequenza {\displaystyle f}. 
La cortina lineare è strutturata secondo un segmento sul quale sono allineati i 4 idrofoni da (i1) ad (i4) così come illustrato in figura: 
In essa s'individuano gli idrofoni allineati a distanza {\displaystyle d} tra due contigui, l'asse perpendicolare sulla mezzeria dell'allineamento, le cellule di ritardo {\displaystyle rta\ rtb\ rtc} e il circuito sommatore che consente la somma dei contributi di tensione forniti dai 4 idrofoni per la composizione di uno dei possibili fasci preformati. 
Il fronte d'onda che colpisce la base secondo l'angolo {\displaystyle \alpha }; rispetto all'asse, impatta inizialmente il sensore i1, dopo un ulteriore percorso {\displaystyle s} incontra l'idrofono i2, di seguito incide
sull'idrofono i3 ed infine dopo {\displaystyle 3\ s} incide sul sensore i4. 
Dalla geometria di figura possiamo ricavare facilmente i tempi di percorrenza {\displaystyle to\ ,\ 2\ to\ ,3\ to}, necessari affinché il suono copra rispettivamente gli spazi {\displaystyle 2\ s\ ,\ 3\ s\ ,\ s}: 
indicata con {\displaystyle c} la velocità del suono in acqua di {\displaystyle 1530\ m/s.} il valore di {\displaystyle to} è:
{\displaystyle to={\frac {d\cdot \sin \ \alpha }{c}}}

### Calcolo delle 4 tensioni idrofoniche
Supponendo il fronte d'onda acustico generato da vibrazioni sinusoidali a frequenza {\displaystyle f} , le tensioni {\displaystyle V_{n}} ai capi dei 4 sensori possono essere espresse in funzione del tempo reale {\displaystyle t} e dai tempi di ritardo in acqua {\displaystyle to\ ,\ 2\ to\ ,\ 3\ to}, secondo le loro componenti ortogonali ; 
indicata la velocità angolare con {\displaystyle \omega =(2\ \pi \ f)} si ha:
{\displaystyle V_{1}=\sin \ (\omega \ t)} + {\displaystyle \cos \ (\omega \ t)}
{\displaystyle V_{2}=\sin \ [\omega \ (t+to)]} + {\displaystyle \cos \ [\omega \ (t+to)]}
{\displaystyle V_{3}=\sin \ [\omega \ (t+2\ to)]} + {\displaystyle \cos \ [\omega \ (t+2\ to)]}
{\displaystyle V_{4}=\sin \ [\omega \ (t+3\ to)]} + {\displaystyle \cos \ [\omega \ (t+3\ to)]}
dove {\displaystyle V_{4}\ ;\ V_{2}\ ;\ V_{3}\ V_{4}} sono funzioni dell'angolo {\displaystyle \alpha } tramite {\displaystyle to}.

### Ritardatori
I ritardatori {\displaystyle rta\ rtb\ rtc}, per consentire la corretta rimessa in coerenza delle tensioni  {\displaystyle V_{1}\ ;\ V_{2}\ ;\ V_{3}}, devono avere i seguenti valori:
{\displaystyle rta=3\ to}
{\displaystyle rtb=2\ to}
{\displaystyle rtc=to}
I ritardatori sono generalmente a tempo costante indipendentemente dalla frequenza applicata; questa caratteristica importante li rende però poco adatti all'inserimento in spazi ridotti date le loro dimensioni meccaniche.
In presenza di bande di frequenza strette  i ritardatori possono essere realizzati con cellule di rifasamento RC, poco ingombranti.

### Computo della somma

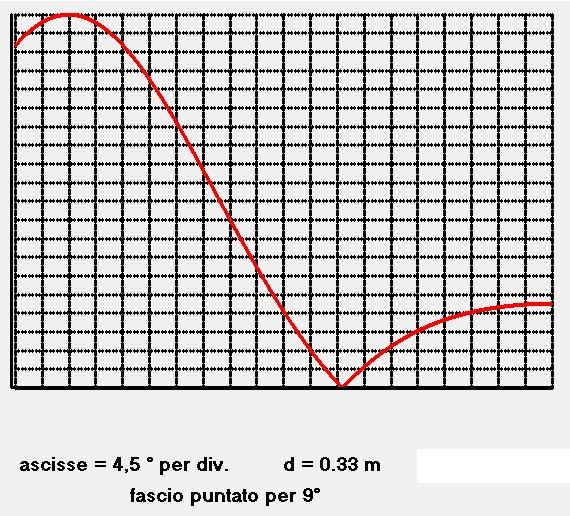
Curva di direttività della base

Per l'orientamento del fascio di direttività  della base le 4 tensioni sono sommate tra loro attraverso opportuni ritardatori {\displaystyle rta\ rtb\ rtc} con i quali compensare i tempi  {\displaystyle to\ ,\ 2\ to\ ,\ 3\ to}, affinché tutti i segnali acustici siano rimessi in coerenza temporale prima della loro somma.
I ritardatori in oggetto sono generalmente a tempo costante indipendentemente dalla frequenza applicata; questa caratteristica importante li rende però poco adatti all'inserimento in spazi ridotti date le loro dimensioni meccaniche.
In presenza di bande di frequenza strette i ritardatori possono essere realizzati con cellule di rifasamento RC poco ingombranti.
Pe la coerenza delle tensioni il valore dei ritardatori espresso in secondi deve essere:
{\displaystyle rta=3\ to}
{\displaystyle rtb=2\ to}
{\displaystyle rtc=to}
Inserendo nelle espressioni di {\displaystyle V_{1}\ V_{2}\ V_{3}\ V_{4}} i ritardi indicati si avrà il massimo della caratteristica di direttività, fascio preformato, per la direzione {\displaystyle \alpha }; della sorgente acustica. 
Sostituendo si ha:
{\displaystyle V_{1}'=\sin \ [\omega \ (t+rta)]} + {\displaystyle \cos \ [(\omega \ (t+rta)]}
{\displaystyle V_{2}'=\sin \ [\omega \ (t+to+rtb)]} + {\displaystyle \cos \ [\omega \ (t+to+rtb)]}
{\displaystyle V_{3}'=\sin \ [\omega \ (t+2\ to+rtc)]} + {\displaystyle \cos \ [\omega \ (t+2\ to+rtc)]}
{\displaystyle V_{4}'=\sin \ [\omega \ (t+3\ to)]} + {\displaystyle \cos \ [\omega \ (t+3\ to)]}
Indicando con:
{\displaystyle Ss} la somma di tutte le componenti in seno
{\displaystyle Sc} la somma di tutte le componenti in coseno
Il modulo normalizzato della somma totale St sarà:
{\displaystyle St=[{\sqrt {Ss^{2}+Sc^{2}}}]/4}
L'ampiezza di {\displaystyle St} è funzione di {\displaystyle \alpha }, al variare di questa si compone la caratteristica di direttività come mostra ad esempio la figura   per:
{\displaystyle d=0.33\ m}
{\displaystyle f=1732\ Hz}
{\displaystyle \alpha =9}°